# Excoecaria acuminata
Excoecaria acuminata är en törelväxtart som beskrevs av John Wynn Gillespie. Excoecaria acuminata ingår i släktet Excoecaria och familjen törelväxter.
Artens utbredningsområde är Fiji. Inga underarter finns listade i Catalogue of Life.